# Болтове виробництво

Болтове виробництво

Болтове́ виробни́цтво — масове виготовлення болтів способом гарячого штампування або холодної висадки.
Матеріалом для болтового виробництва є вуглецева сталь у вигляді прутків, штаб або дроту. Болти спеціального призначення виготовляють з низьколегованих, жаростійких, нержавіючих сталей або з кольорових металів і сплавів.
Найефективнішим способом болтового виробництва (5—6 тисяч болтів за 1 год.) є холодна висадка головок на автоматичних болтокувальних пресах. Послідовність виготовлення болта показано на малюнку. Спочатку відрізують від прутка заготовку і редукують стрижень 2; потім висаджують головку 3, обрізують грані головки і калібрують під накатку різьби частину стрижня 4. Після цього накатують різь 5. 1, 2 і 3-ю операції виконують на автоматичних болтокувальних пресах, 4-у — на обрізних автоматах, 5-у — на різьбонакатних верстатах. Застосовують також висадочнообрізні автомати, які виконують 1—4-у операції, і спеціальні автомати для виконання всіх операцій болтового виробництва.